# Јордан Лечков
Јордан Лечков (буг. Йордан Лечков; Сливен, 9. јул 1967) бивши је бугарски фудбалер.
Лечков је био један од кључних играча на СП 1994. где је Бугарска дошла до полуфинала. Познат је по надимку „Мађионичар”, и био је лако препознатљив на терену због ћелавости. У каријери је често имао успоне и падове због нарави па је често долазио у сукоб са саиграчима и тренерима.
Био је градоначелник свог родног града осам година, али је отишао са дужности због корупције.

## Клупска каријера
Почео је фудбалску каријеру у млађим категоријама фудбалског клуба Сливен, након тога је играо у првом тиму. Следећи трансфер је био у ЦСКА из Софије у сезони 1991/92. Од сезоне 1992/93. до сезоне 1995/96. играо је за немачки тим Хамбургер СВ. Након тога је прешао у Олимпик Марсељ (сезона 1996/97), у том тренутку један од најбољих клубова у Европи. Међутим, због лоших односа са менаџментом клуба отишао је након једне сезоне.
Његов следећи клуб је био турски Бешикташ, од сезоне 1997/98. Међутим, после шест месеци са клубом, имао је спор са тренером Џоном Тошаком. Након што га је клуб казнио, одбио је да плати, изјавио је да напушта фудбал и касније се вратио у Бугарску.
Бешикташ је уложио жалбу ФИФА, сматрајући да је Лечков прекршио уговор и наложио му да плати накнаду од 200.000 DM. Бешикташ је поново уложио жалбе УЕФА и ФИФА када је Лечков без дозволе клуба играо за Бугарску у пријатељској утакмици против Аргентине. ФИФА је накнадно пресудила да Лечков није требало да игра без одобрења из Бешикташа, а то је важило и за његову националну селекцију. Упркос помоћи из бугарског савеза да наступи на Светском првенству 1998, није могао да игра због спора са Бешикташом.
Након три године без фудбала, вратио се у сезони 2001/02. са ЦСКА Софијом. Од 2002. до 2004. постао је играч/тренер ОФК Сливена, клуба који је играо у другој лиги бугарског фудбала. Лечков се сматра делом „Златне генерације” бугарског фудбала, који је заједно са Стоичковим, Костадиновим и Балаковом водио националну селекцију до полуфинала Светског првенства 1994. године.

## Репрезентација
Лечков је играо 45 утакмица и постигао пет голова за Бугарску, међутим његова репрезентативна каријера била је лимитирана због честих неслагања са тренерима и бугарским фудбалским савезом.
Упамћен је по одлучујућем голу за победу против Немачке у четвртфиналу Светског првенства 1994. године, када је Бугарска стигла до полуфинала где су изгубили од Италијана. Изнад свега, захваљујући његовим врло добрим мечевима на том Светском првенству, постављен је на 13. позицију у конкуренцији за Златну лопту 1994. године.

Лечков је наставио да игра добро на Европском првенству у Енглеској 1996. године, упркос томе што Бугарска није изборила четвртфинале: играо је врло добро против Шпаније и Румуније, и проглашен је за најбољег играча утакмице у последњем мечу групе Б против Француске. У великој мери је допринео успешним квалификацијама своје државе за Светско првенство 1998. године. Међутим, његову шансу да заигра на турниру је блокирала ФИФА због спора са Бешикташом.
Голови за репрезентацију
| #  | Датум             | Место                        | Противник  | Гол | Резултат | Такмичење                                 |
| -- | ----------------- | ---------------------------- | ---------- | --- | -------- | ----------------------------------------- |
| 1. | 13. октобар 1993. | Стадион Васил Левски, Софија | Аустрија   | 4:1 | 4:1      | Квалификације за Светско првенство 1994.  |
| 2. | 26. јун 1994.     | Солџер филд, Чикаго          | Грчка      | 3:0 | 4:0      | Светско првенство 1994.                   |
| 3. | 10. јул 1994.     | Џајантс стадион, Њујорк      | Немачка    | 2:1 | 2:1      | Светско првенство 1994.                   |
| 4. | 7. октобар 1995.  | Стадион Васил Левски, Софија | Албанија   | 1:0 | 3:0      | Квалификације за Европско првенство 1996. |
| 5. | 8. јун 1997.      | Лазур (стадион), Бургас      | Луксембург | 4:0 | 4:0      | Квалификације за Светско првенство 1998.  |

## Политика
Од 2003. до 2011. био је градоначелник града Сливен, а 2005. године изабран је за потпредседника Фудбалског савеза Бугарске.
У априлу 2010. године против њега је покренут претпретресни поступак. Истражен је због злоупотребе функције градоначелника Сливен. Дана 21. новембра 2013. године, коначно је ослобођен оптужби општине Сливен за поправку вртића и Дома старих у граду.
Јордан Лечков је општински већник у Сливну од 2011. године. У мандату 2011-15. са листе партије ГЕРБ-а, у мандату 2015-19. са листе Покрета Уједињених региона.

## Приватни живот
Ожењен је Светланом са којом има два сина.

## Статистике каријере

### Репрезентативна
| Тим      | Година | Играо | Голови |
| -------- | ------ | ----- | ------ |
| Бугарска | 1989   | 1     | 0      |
| Бугарска | 1990   | 2     | 0      |
| Бугарска | 1991   | 3     | 0      |
| Бугарска | 1992   | 0     | 0      |
| Бугарска | 1993   | 6     | 1      |
| Бугарска | 1994   | 12    | 2      |
| Бугарска | 1995   | 7     | 1      |
| Бугарска | 1996   | 9     | 0      |
| Бугарска | 1997   | 4     | 1      |
| Бугарска | 1998   | 1     | 0      |
| Укупно   | Укупно | 45    | 5      |

## Трофеји

### Клуб
ЦСКА Софија
- Прва лига Бугарске: 1992.

Сливен
- Куп Бугарске: 1990.

Бешикташ
- Куп Турске: 1998.

### Репрезентација
- Бугарска
  - Светско првенство: четврто место 1994.